# Departamento Futaleufú
Das Departamento Futaleufú liegt im Nordwesten der Provinz Chubut im Süden Argentiniens und ist eine von 15 Verwaltungseinheiten der Provinz. Der Name des Departamento stammt vom Río Futaleufú, der im Nationalpark Los Alerces entspringt und durch Chile in den Pazifischen Ozean fließt.
Es grenzt im Norden an das Departamento Cushamen, im Osten und Süden an das Departamento Languiñeo und im Westen an Chile.
Die Hauptstadt des Departamento Futaleufú ist Esquel.

## Bevölkerung

### Übersicht
Das Ergebnis der Volkszählung 2022 ist noch nicht bekannt. Bei der Volkszählung 2010 war das Geschlechterverhältnis mit 21.043 männlichen und 22.033 weiblichen Einwohnern recht ausgeglichen.
Nach Altersgruppen verteilte sich die Einwohnerschaft auf 11.514 (26,7 %) Personen im Alter von 0 bis 14 Jahren, 28.183 (65,4 %) Personen im Alter von 20 bis 64 Jahren und 3.379 (7,8 %) Personen von 65 Jahren und mehr.

### Bevölkerungsentwicklung
Die Einwohnerzahl ist gering und die Bevölkerung wächst für argentinische Verhältnisse nur langsam. Die Schätzungen des INDEC gehen von einer Bevölkerungszahl von 49.842 Einwohnern per 1. Juli 2022 aus.
| Jahr | 1895  | 1914  | 1947   | 1960   | 1970   | 1980   | 1991   | 2001   | 2010   | 2022    |
| Einwohner                                                                                                | 1.163 | 6.702 | 10.511 | 15.066 | 20.158 | 24.018 | 30.782 | 37.540 | 43.076 | k. Ang. |
| Bevölkerungsentwicklung des Departements seit 1895; Quelle: Ergebnisse der Volkszählungen in Argentinien |       |       |        |        |        |        |        |        |        |         |

## Städte und Gemeinden
Das Departamento Futaleufú ist in folgende Gemeinden aufgeteilt:
- Aldea Escolar
- Cerro Centinela
- Corcovado
- Esquel
- Laguna Rosario
- Los Cipreses
- Trevelin
- Villa Futalaufquen
- Nahuel Pan
- Los Tepues
- Barrancas o Mallin Grande
- Cabaña A. Pescado

## Sehenswertes
- La Hoya,  Ski-Resort
- Los Alerces Nationalpark
- La Trochita, der Patagonien-Express von 1922